# Ассоциация Иоанна XXIII
Ассоциация Иоанна XXIII  (итал. Associazione Comunità Papa Giovanni XXIII) — католическое движение, основанное в 1968 году католическим  священником Оресте Бенци (1925 — 2007), утверждённое Римско-Католической церковью 5 июля 1972 года и подтвержденное декретом Папского совета по делам мирян от 25 марта 2004 года. «Ассоциация Иоанна XXIII» является католической благотворительно-просветительской организацией, объединяющей в своих рядах священнослужителей, монашествующих и мирян и распространяет свою деятельность среди нуждающихся людей, подверженных различным формам материального и духовного дискомфорта, особенно среди проблемных подростков, инвалидов, наркоманов, бомжей, проституток и лиц, живущих в нищете.

## История
«Ассоциация Иоанна XXIII» возникла из стихийного движения молодых людей, которые столкнулись с проблемами бедности и социального приспособления различных маргинальных групп в итальянском обществе. Благотворительные группы стали постепенно формироваться в шестидесятые года XX столетия в различных образовательных учреждениях Римини и Риччоне, Италия. В 1968 году группа молодых людей и священников, бывших на летних лагерях для трудных подростков, решила создать организацию, которая стала бы заниматься помощью нуждающимся и решением социальных проблем, с которыми сталкивались люди, которых отталкивало от себя общество. Инициатором объединения выступил священник Оресте Бенци. 5 июля 1972 года «Ассоциация Иоанна XXIII» получила признание со стороны католической иерархии и было утверждено Римско-Католической Церковью как католическое движение.
3 июля 1972 года в Римини был основан первый дом «Ассоциации Иоанна XXIII». 7 октября 1998 года Папский совет по делам мирян признал «Ассоциацию Иоанна XXIII» в качестве международной организации Понтификального права.
После смерти основателя Оресте Бенци с 13 января 2008 года должность генерального директора исполняет  Джованни Паоло Рамонда.

## Из Устава организации
«Движимые Святым Духом, следуя за Христом и служа бедным, члены Ассоциации Папы Иоанна XXIII, избирая для себя конкретную деятельность и принимая участие в жизни отверженных людей, возлагают на себя ответственность за ту ситуацию, в которой эти люди оказались, и подставляют своё плечо кресту, который они несут, помогая им стать свободными во Христе. .. Любовь к бедным братьям, которую вы разделяете, участвуя в их жизни, должна идти так далеко, чтобы она устранила причины, из-за которых эти братья оказались в бедственном положении, а затем она должна призывать общество заняться решением социальной проблемы в интересах более справедливого мира. Члены ассоциации должны быть голосом этих братьев».

## Деятельность
Современная деятельность «Ассоциации Иоанна XXIII» имеет разнообразные направления:
- основание семейных домов, приютов, в которых проживают отдельные лица или различные группы (семьи, инвалиды, бывшие наркоманы, алкоголики, люди с психологическими проблемами);
- основание молитвенных, гостеприимных домов, которые предоставляются гостям, для проведения духовных упражнениям или отшельнической жизни;
- основание братских домов, в которых члены организации осуществляют совместную братскую жизнь и деятельность, направленную для оказания помощи нуждающимся;
- организация различных благотворительных, образовательных акций и учреждений. «Ассоциация Иоанна XXIII» организует различные производственные предприятия и кооперативов, которые способствуют интеграции бедных, инвалидов.
- основание терапевтических общин для реабилитации бывших наркоманов.

Члены «Ассоциации Иоанна XXIII» работают среди различных маргинальных групп: трудных подростков, инвалидов, бездомных, заключённых, цыган, наркоманов, алкоголиков, мигрантов, больных СПИДом, женщин, вынужденных заниматься проституцией, матерей в трудном положении.
Члены организации действуют в зонах военных действий, пытаясь примирить противоборствующие стороны, а также занимаются миссионерской деятельностью в различных странах мира.
В культурной области члены организации с помощью художественных, театральных и музыкальных средств способствуют приобщению людей, принадлежащих к маргинальным группам, к обществу и привлекают внимание общественности к решению социальных проблем.
«Ассоциация Иоанна XXIII» издаёт популярный ежемесячный журнал «Sempre» («Навсегда»).
Члены «Ассоциации Иоанна XXIII» работают в Бразилии, Венесуэле, Боливии, Чили, Сьерра-Леоне, Центральноафриканской Республике, Уганде, Кении, Танзании, Замбии, Австралии, Китае, Шри-Ланке, Бангладеш, Индии, Албании, Грузии, Хорватии, Румынии, Германии, Италии, Испании, Палестине и Сан-Марино.
В России члены организации работают в Волгограде, где в данный момент есть проект выездная столовая, в которой пять раз в неделю осуществляется раздача горячего питания для лиц без определенного места жительства и всех нуждающихся и два дома для людей оказавшихся в трудной жизненной ситуации. В Элисте и Астрахани находятся три дома-семьи.

## Духовность
Члены «Ассоциации Иоанна XXIII» руководствуются в своей духовной жизни наставлениями своего основателя священника Оресте Бенци, издававшего сочинения, в которых он раскрывал особые духовные идеи, способствовавшие осуществлять их призвание в служении нуждающимся. В своей духовной жизни члены организации пытаются строить особые отношения между собой и среди тех, кому они оказывают помощь, так называемый духовный Вифлеем, в котором любой нуждающийся сможет найти помощь и сочувствие.